# Protonemura
Protonemura is een geslacht van steenvliegen uit de familie beeksteenvliegen (Nemouridae). De wetenschappelijke naam van het geslacht is voor het eerst geldig gepubliceerd in 1898 door Peter Kempny.

## Soorten
Protonemura omvat de volgende soorten:
- Protonemura abchasica Zhiltzova, 1964
- Protonemura aculeata Theischinger, 1976
- Protonemura aestiva Kis, 1965
- Protonemura aki Vinçon & Zhiltzova, 2004
- Protonemura albanica Raušer, 1963
- Protonemura alcazaba (Aubert, 1954)
- Protonemura algirica (Aubert, 1956)
- Protonemura algovia Mendl, 1968
- Protonemura alticola Zhiltzova, 1958
- Protonemura androsiana Pardo & Zwick, 2004
- Protonemura angelieri Berthélemy, 1963
- Protonemura angulata Shimizu, 1998
- Protonemura aroania Tierno de Figueroa & Fochetti, 2001
- Protonemura asturica (Aubert, 1954)
- Protonemura auberti Illies, 1954
- Protonemura ausonia (Consiglio, 1955)
- Protonemura austriaca Theischinger, 1976
- Protonemura autumnalis Raušer, 1956
- Protonemura bacurianica Zhiltzova, 1957
- Protonemura baumanni Shimizu, 1998
- Protonemura beatensis Despax, 1929
- Protonemura beaumonti (Aubert, 1956)
- Protonemura berberica Vinçon & Sánchez-Ortega, 1999
- Protonemura besucheti Zwick, 1971
- Protonemura bidigitata Du & Wang, 2007
- Protonemura bifida Martynov, 1928
- Protonemura biintrans Li & Yang, 2008
- Protonemura bipartita Consiglio, 1962
- Protonemura brachystyla Zhiltzova, 1988
- Protonemura brevistyla (Ris, 1902)
- Protonemura brittaini Vinçon & Ravizza, 1999
- Protonemura bucolica (Consiglio, 1957)
- Protonemura canigolensis Zwick & Vinçon, 1993
- Protonemura capitata Martynov, 1928
- Protonemura caprai (Aubert, 1954)
- Protonemura consiglioi (Aubert, 1953)
- Protonemura corsicana (Morton, 1930)
- Protonemura costai (Aubert, 1953)
- Protonemura cressa Zwick, 1978
- Protonemura culmenis Zwick & Vinçon, 1993
- Protonemura curvata Zhiltzova, 1981
- Protonemura dakkii Vinçon & Murányi, 2009
- Protonemura dilatata Martynov, 1928
- Protonemura drahamensis Vinçon & Pardo, 2006
- Protonemura elbourzi Aubert, 1964
- Protonemura elisabethae Ravizza, 1976
- Protonemura ermolenkoi Zhiltzova, 1982
- Protonemura eumontana Zhiltzova, 1957
- Protonemura excavata Shimizu, 1998
- Protonemura fansipanensis Sivec & Stark, 2009
- Protonemura filigera Kawai, 1969
- Protonemura fusunae Vinçon & Ravizza, 1999
- Protonemura gevi Tierno de Figueroa & Lopez-Rodriguez, 2010
- Protonemura gladifera Balinsky, 1950
- Protonemura globosa Berthélemy & Whytton da Terra, 1980
- Protonemura hakkodana Shimizu, 1998
- Protonemura hassankifi Aubert, 1964
- Protonemura helenae Nicolai, 1985
- Protonemura hiberiaca Aubert, 1963
- Protonemura hirpina (Consiglio, 1958)
- Protonemura hispanica (Aubert, 1956)
- Protonemura hotakana (Uéno, 1931)
- Protonemura hrabei Raušer, 1956
- Protonemura ichnusae (Consiglio, 1957)
- Protonemura illiesi Kis, 1963
- Protonemura intricata (Ris, 1902)
- Protonemura isabellae Vinçon & Ravizza, 1999
- Protonemura italica (Aubert, 1954)
- Protonemura izmiriana Vinçon & Zhiltzova, 2004
- Protonemura julia Nicolai, 1983
- Protonemura khroumiriensis Bejaoui & Boumaiza, 2009
- Protonemura kohnoae Shimizu, 1998
- Protonemura lagrecai (Aubert, 1954)
- Protonemura lateralis (Pictet, 1836)
- Protonemura libanica Aubert, 1964
- Protonemura libanocypria Zwick, 1967
- Protonemura macrodacyla Du & Wang, 2007
- Protonemura macrura (Aubert, 1953)
- Protonemura malickyi Zwick, 1978
- Protonemura mattheyi (Aubert, 1956)
- Protonemura meyeri (Pictet, 1841)
- Protonemura miatchense Ikonomov, 1983
- Protonemura microstyla Martynov, 1928
- Protonemura mira Harper, 1974
- Protonemura montana Kimmins, 1941
- Protonemura navacerrada Aubert, 1954
- Protonemura neofiligera Sivec & Stark, 2009
- Protonemura nimborella (Mosely, 1930)
- Protonemura nimborum (Ris, 1902)
- Protonemura nitida (Pictet, 1836)
- Protonemura oitica Aubert, 1963
- Protonemura orbiculata Shimizu, 1998
- Protonemura oreas Martynov, 1928
- Protonemura pectinata Berthélemy & Dia, 1982
- Protonemura phoenicia Sivec & Dia, 2002
- Protonemura praecox (Morton, 1894)
- Protonemura pseudonimborum Kis, 1965
- Protonemura pyrenaica Mosely, 1930
- Protonemura rauschi Theischinger, 1975
- Protonemura recurvata (Wu, 1949)
- Protonemura ressli Zwick, 1971
- Protonemura risi (Jacobson & Bianchi, 1905)
- Protonemura robusta Berthélemy, 1963
- Protonemura ruffoi Consiglio, 1961
- Protonemura salfii (Aubert, 1954)
- Protonemura scutigera Kimmins, 1950
- Protonemura seticollis Shimizu, 1998
- Protonemura sicula Consiglio, 1961
- Protonemura siveci Vinçon & Zhiltzova, 2004
- Protonemura spinulata Martynov, 1928
- Protonemura spinulosa (Navás, 1921)
- Protonemura strandschaensis Braasch & Joost, 1972
- Protonemura strumosa Shimizu, 1998
- Protonemura talboti (Navás, 1929)
- Protonemura tarda Braasch, 1972
- Protonemura teberdensis Zhiltzova, 1958
- Protonemura towadensis (Kawai, 1954)
- Protonemura triangulata Martynov, 1928
- Protonemura trifurcata (Wu, 1949)
- Protonemura tuberculata (Despax, 1929)
- Protonemura tyrrhena (Festa, 1938)
- Protonemura vandeli Berthélemy, 1963
- Protonemura vercingetorix Aubert, 1963
- Protonemura vernalis Zhiltzova, 1958
- Protonemura villosa Ham & Lee, 1999
- Protonemura viridis Balinsky, 1950
- Protonemura vonbursa Theischinger, 1979
- Protonemura waliabadi Aubert, 1964
- Protonemura zernyi Aubert, 1964
- Protonemura zhiltzovae Vinçon & Ravizza, 2005